# The Elephant in the Room
Albums de Fat Joe
The Crack Era
(2008) Jealous Ones Still Envy 2
(2009)
Singles
1. I Won't Tell
Sortie : 18 décembre 2007
2. Ain't Sayin' Nothin'
Sortie : 5 mai 2008

The Elephant in the Room est le huitième album studio de Fat Joe, sorti le 11 mars 2008 aux États-Unis.
L'album est produit essentiellement par Scott Storch, DJ Khaled, Cool & Dre et Swizz Beatz. On y retrouve de nombreux featurings  parmi lesquels J. Holiday, Lil Wayne, Dre (de Cool & Dre) et KRS-One.
Il s'est classé 3e au Top R&B/Hip-Hop Albums et 6e au Billboard 200, mais ne s'est pas très bien vendu, le marché étant dominé à cette époque par l'album Trilla de Rick Ross.
La chanson The Crackhouse figure sur la bande son du jeu vidéo Grand Theft Auto IV.

## Liste des titres
| No  | Titre                                                                         | Contient un (des) sample(s) de | Durée |
| --- | ----------------------------------------------------------------------------- | --- | ----- |
| 1.  | The Fugitive (Produit par StreetRunner)                                       | Fugitive From Love de Linda Jones | 3:58  |
| 2.  | You Ain't Sayin' Nothing (featuring Dre et Plies – Produit par Cool & Dre)    | | 3:38  |
| 3.  | The Crackhouse (featuring Lil Wayne – Produit par Steve Morales)              | | 3:32  |
| 4.  | Cocababy (featuring Jackie Rubio – Produit par Danja)                         | | 3:23  |
| 5.  | Get It For Life (featuring Pooh Bear – Produit par DJ Khaled)                 | | 3:36  |
| 6.  | Drop (featuring Swizz Beatz et Jackie Rubio – Produit par Swizz Beatz)        | | 3:00  |
| 7.  | I Won't Tell (featuring J. Holiday – Produit par The Hitmen)                  | | 3:47  |
| 8.  | K.A.R. (Kill All Rats) (Produit par StreetRunner)                             | Woman of the Ghetto de Marlena Shaw                                                                                                  | 4:00  |
| 9.  | 300 Brolic (featuring Opera Steve – Produit par The Hitmen)                   | Returns a King de Tyler Bates | 3:08  |
| 10. | Preacher on a Sunday Morning (featuring Pooh Bear – Produit par Scott Storch) | | 3:28  |
| 11. | My Conscience (featuring KRS-One – Produit par The Alchemist)                 | | 4:11  |
| 12. | That White (Produit par DJ Premier)                                           | Nasty de The Eleventh Hour Brown Paper Bag de DJ Khaled, Dre, Fat Joe et Juelz Santana featuring Lil Wayne, Rick Ross et Young Jeezy | 3:12  |